# Ingeniería automovilística
La Ingeniería automovilística 
es una rama de la ingeniería especializada en la aplicación de conceptos y conocimientos de la ingeniería mecánica, ingeniería industrial e ingeniería electrónica al diseño y fabricación de vehículos.
Algunas de las asignaturas impartidas son: 
- Teoría de vehículos
- Reglamentación
- Motores térmicos
- Termodinámica
- Componentes y sistemas del vehículo
- Tecnologías avanzadas en el entorno del automóvil
- Innovación y control de calidad

Es un grado de ingeniería relativamente novedoso pues anteriormente para especializarse en el campo de la automoción, se cursaba una ingeniería mecánica y posteriormente másteres de especialización.
Sin embargo, la creciente demanda laboral y los constantes avances hacen de esta rama una de las más solicitadas en el campo de la ingeniería.

## Pilares fundamentales de diseño
Elementos principales a tener en cuenta en el diseño de un automóvil
Una vez finalizada la primera etapa de diseño conceptual del nuevo modelo (tarea mayormente correspondiente a diseñadores gráficos, donde se determinan las líneas estéticas exteriores e interiores y la dimensiones de las diversas partes del vehículo) entra en juego el papel del ingeniero automovilístico para trasladar todos los conceptos al producto final.
Aerodinámica
Teniendo en cuenta los planos proporcionados en la primera etapa se destinará un hincapié especial en las pruebas del chasis en el túnel de viento para asegurar una eficaz y efectiva manera de aunar estética y funcionalidad. La aerodinámica del vehículo afecta tanto a la maniobrabilidad, velocidad, seguridad y economía de consumo.
Esta tarea será destinada a ingenieros especializados en aerodinámica quienes tendrán como uno de los principales objetivos  crear carga aerodinámica, lo que permite aumentar la adherencia sobre la carretera, y minimizar la resistencia aerodinámica (puesto que esto desembocaría en un aumento de consumo de combustible, peor maniobrabilidad y menores prestaciones en general).
Seguridad
En este apartado se engloba tanto los ensayos de choque, como los elementos de seguridad activa del vehículo ( iluminación,frenos, suspensión, llantas/neumáticos, distribución de cargas modulante del vehículo en frenada y giros).
Los ingenieros destinados deberán solucionar lo problemas presentados  en caso de colisión ( deformabilidad del chasis, elementos de seguridad pasiva como los airbags, cinturones y protección para el peatón en caso de atropello) 
siguiendo unos estrictos estándares evaluados por el Euro NCAP donde se verificara la eficiencia de las medidas de seguridad.
Electrónica
Hoy en día los vehículos cada vez incorporan una mayor cantidad de componentes electrónicos para mejorar el resto de apartados anteriormente descritos, desde cámaras de detección de movimiento en seguridad activa destinadas a la frenada de emergencia en caso de colisión inminente, pasando por dispositivos cuyo objetivo es minimizar el deterioro de componentes del vehículo, hasta los sistemas de navegación y conducción autónoma.
Uno de los ejemplos punteros en este apartado son los coches eléctricos de Tesla, Inc., que utilizan y exprimen el apartado de la electrónica para maximizar el rendimiento de sus vehículos.